# El mejor verano de mi vida
El mejor verano de mi vida, anteriormente titulada Sol a cántaros,  es una comedia española dirigida por Dani de la Orden y estrenada en 2018. La película narra las vacaciones de Curro (Leo Harlem) y su hijo Nico. El mejor verano de mi vida es una producción de Atresmedia Cine, Álamo Producciones  Audiovisuales y Álamo Producciones Visuales. La cinta fue presentada en la edición de 2018 del Festival de Cine de Málaga y proyectada en el Miami Film Festival del 2019.
La película es un remake de un gran éxito del cine italiano, Sole a catinelle, dirigida por Gennaro Nunziante y protagonizada por Checco Zalone.

## Argumento
Curro es un vendedor de robots de cocina que sueña con dedicarse al mundo financiero. En plena crisis económica y matrimonial, le promete a su hijo Nico (Alejandro Serrano) unas vacaciones inolvidables si saca todo sobresaliente. El pequeño de 9 años lo consigue y Curro se ve obligado a cumplir su promesa. Así comienza un viaje lleno de situaciones inesperadas y encuentros con todo tipo de personajes, que hará que la vida de padre e hijo cambie radicalmente.
El mejor verano de mi vida muestra, de manera divertida, el cambio que sufre el personaje principal (Curro) tras el viaje que realiza con su hijo. El director ha querido reflejar lo importante que es el sentido del humor, ya que no se valora lo suficiente lo importante que es.

## Reparto
| Actor/Actriz        | Personaje               |
| ------------------- | ----------------------- |
| Leo Harlem          | Curro                   |
| Alejandro Serrano   | Nico                    |
| Toni Acosta         | Daniela                 |
| Maggie Civantos     | Zoe                     |
| Stephanie Gil       | Laura                   |
| Arturo Valls        | Morales                 |
| Mariam Hernández    | Alicia                  |
| Nathalie Seseña     | Profesora de meditación |
| Felipe Andrés       | Reportero de televisión |
| Silvia Abril        | Profesora de Nico       |
| Jordi Sánchez       | Víctor                  |
| Isabel Ordaz        | Julieta                 |
| Gracia Olayo        | Martirio                |
| Antonio Dechent     | Jorge                   |
| Berto Romero        | Rafa                    |
| Salva Reina         | Usha                    |
| Ricardo Castella    | Director de Ventas      |
| Juana Cordero       | Eva                     |
| Javier Laorden      | David                   |
| Hamza Zaidi         | Hombre Área Servicio    |
| Patricia Álvarez    | Trabajadora             |
| Antón Lofer         | Entrevistador Joven     |
| Kao Chenmin         | Directivo Oriental      |
| María Bazán         | Entrevistadora          |
| Tana González       | Trabajador              |
| Blanca Rodríguez    | Señora                  |
| Manu Hernández      | Hombre Instacredit      |
| María Valero        | Teleoperadora           |
| Rosanna Walls       | Reportera Yate          |
| Fabián López Tapia  | Abuelo                  |
| Néstor Navas        | Maitre                  |
| Yaiza Guimaré       | Dueña de Restaurante    |
| Fabia Castro        | Entrevistadora Nueva    |
| Cristo García       | Coctelero               |
| Javi 'Romel' Isaac  | Asesor financiero       |
| Margarita Asquerino | Señora parque           |
| Pablo Posada Ávalos | Leonardo                |

## Producción
El guion es obra de Daniel Castro Villanueva, Olatz Arroyo Abaroa y Marta Suarez. El rodaje se llevó a cabo en Santa Cruz de Tenerife, Toledo y Madrid, y tuvo una duración de siete semanas. La banda sonora corre a cargo de Zacaría Martinez de la Riva Antiras y tiene como canción principal el tema Tu y yo del grupo musical Ender .

## Recepción
La película tuvo una recaudación total de 8.070.402,65€ durante su permanencia en cines en España. A las salas asistieron un total de  1.423.940 espectadores, lo que la convirtió en la segunda película española más taquillera del año, por detrás de Campeones.